# Karres
Karres é um município da Áustria, situado no distrito de Imst, no estado do Tirol. Tem 7,5 km² de área e sua população em 2019 foi estimada em 606 habitantes.